# Cryptantha clandestina
Cryptantha clandestina är en strävbladig växtart som först beskrevs av Trev., och fick sitt nu gällande namn av Ivan Murray Johnston. Cryptantha clandestina ingår i släktet Cryptantha, och familjen strävbladiga växter. Inga underarter finns listade i Catalogue of Life.